# Conus panniculus
Conus panniculus é uma espécie de gastrópode do gênero Conus, pertencente a família Conidae.